# Geirald Meyer
Geirald Meyer (12 agosto 1997) è un giocatore di calcio a 5 e calciatore norvegese, pivot dello Sjarmtrollan e difensore del Grei.

## Carriera
Attivo sia nel calcio che nel futsal, come permesso dai regolamenti norvegesi, Meyer ha iniziato la carriera calcistica con la maglia dello Stakkevollan. Nel 2014 è passato al Tromsdalen, che lo ha aggregato alla formazione giovanile. L'anno seguente, è passato allo Skjervøy.
Dal 2015, Meyer ha cominciato a giocare anche nello Sjarmtrollan, compagine di calcio a 5 militante in Eliteserie. In ambito calcistico, nel 2016 si è accordato con il Fløya, per cui ha giocato per un biennio.
Nel 2018 si è accordato con il Grorud. Con lo Sjarmtrollan, ha conquistato la vittoria finale del campionato 2018-2019.
Il 30 novembre 2019 ha esordito per la Nazionale di calcio a 5 della Norvegia, in occasione della partita persa per 4-3 contro la Danimarca.
Con il Grorud, Meyer ha invece conquistato la promozione al termine della 2. divisjon 2019.
Il 3 luglio 2020 ha quindi esordito in 1. divisjon, schierato titolare nella sconfitta per 0-1 subita contro il Lillestrøm. Il 15 novembre successivo ha segnato la prima rete in questa divisione, nella partita persa per 1-6 contro il Raufoss.

## Statistiche

### Presenze e reti nei club
Statistiche aggiornate al 10 aprile 2024.
| Stagione        | Squadra         | Campionato      | Campionato | Campionato | Coppe nazionali | Coppe nazionali | Coppe nazionali | Coppe continentali | Coppe continentali | Coppe continentali | Altre coppe | Altre coppe | Altre coppe | Totale | Totale | Totale |
| Stagione        | Squadra         | Comp            | Pres       | Reti       | Comp            | Pres            | Reti            | Comp               | Pres               | Reti               | Comp        | Pres        | Reti        | Pres   | Reti   |        |
| --------------- | --------------- | --------------- | ---------- | ---------- | --------------- | --------------- | --------------- | ------------------ | ------------------ | ------------------ | ----------- | ----------- | ----------- | ------ | ------ | ------ |
| 2013            | Stakkevollan    | 4D              | ?          | ?          | CN              | ?               | ?               | -                  | -                  | -                  | -           | -           | -           | ?      | ?      |        |
| 2015            | Skjervøy        | 3D              | 18         | 1          | CN              | 1               | 0               | -                  | -                  | -                  | -           | -           | -           | 19     | 1      |        |
| 2016            | Fløya           | 3D              | 17         | 3          | CN              | 2               | 0               | -                  | -                  | -                  | -           | -           | -           | 19     | 3      |        |
| 2017            | Fløya           | 3D              | 22         | 2          | CN              | 5               | 3               | -                  | -                  | -                  | -           | -           | -           | 27     | 5      |        |
| Totale Fløya    | Totale Fløya    | Totale Fløya    | 39         | 5          |                 | 7               | 3               |                    | -                  | -                  |             | -           | -           | 46     | 8      |        |
| 2018            | Grorud          | 2D              | 22         | 2          | CN              | 2               | 0               | -                  | -                  | -                  | -           | -           | -           | 24     | 2      |        |
| 2019            | Grorud          | 2D              | 18         | 1          | CN              | 2               | 0               | -                  | -                  | -                  | -           | -           | -           | 20     | 1      |        |
| 2020            | Grorud          | 1D              | 15         | 1          | -               | -               | -               | -                  | -                  | -                  | -           | -           | -           | 15     | 1      |        |
| 2021            | Grorud          | 1D              | 15         | 0          | CN              | 1               | 0               | -                  | -                  | -                  | -           | -           | -           | 16     | 0      |        |
| 2022            | Grorud          | 1D              | 20         | 1          | CN              | 0               | 0               | -                  | -                  | -                  | -           | -           | -           | 20     | 1      |        |
| Totale Grorud   | Totale Grorud   | Totale Grorud   | 90         | 5          |                 | 5               | 0               |                    | -                  | -                  |             | -           | -           | 95     | 5      |        |
| 2023            | Gjelleråsen     | 3D              | 25         | 4          | CN              | 2               | 0               | -                  | -                  | -                  | -           | -           | -           | 27     | 4      |        |
| 2024            | Grei            | 4D              | 1          | 0          | CN              | 2               | 0               | -                  | -                  | -                  | -           | -           | -           | 3      | 0      |        |
| Totale carriera | Totale carriera | Totale carriera | 173+       | 15+        |                 | 17+             | 3+              |                    | -                  | -                  |             | -           | -           | 190+   | 18+    |        |

## Palmarès

### Club

#### Competizioni nazionali
- 2. divisjon: 1

Groud: 2019 (gruppo 2)